# The Ritual (film, 2017)
The ritual är en brittisk skräckfilm från 2017 i regi av David Bruckner, med Rafe Spall, Arsher Ali, Robert James-Collier och Sam Troughton i huvudrollerna. Den handlar om fyra vänner som åker på en vildmarksresa till Sareks nationalpark, där de får problem med inre osämja, en aggressiv religiös kult och ett hot från nordisk mytologi. Filmen bygger på Adam Nevills roman med samma namn, utgiven 2011.

## Medverkande
- Rafe Spall som Luke
- Arsher Ali som Phil
- Robert James-Collier som Hutch
- Sam Troughton som Dom
- Kerri McLean som Gayle
- Maria Erwolter som Sara
- Paul Reid som Robert
- Francesca Mula som häxa

## Mottagande
Wendy Ide skrev i The Observer: "Filmen blandar Dog Soldiers' snubbiga humor med Dödlig skörds obygdsvidskepelse och slänger in en monstruös fyrfotad träddemon med smak för mänskliga inälvor. Den är njutbart blodig men inte i samma liga som de filmer den söker efterlikna.